# Indira Radić
Indira Radić (en serbe cyrillique : Индира Радић), née le 14 juin 1966 à Doboj en Yougoslavie, est une chanteuse Bosnienne de turbo folk.

## Discographie

### Albums
- Nagrada i kazna (1992)
- Zbog tebe (1993)
- Ugasi me (1994)
- Idi iz života moga (1995)
- Krug (1996)
- Izdajnik (1997)
- Voliš li me ti (1998)
- Milenijum (2000)
- Gde ćemo večeras (2001)
- Pocrnela burma (2002)
- Zmaj (2004)
- Ljubav kad prestane (2005)
- Lepo se provedi (pazi sta si rekao) (2007)
- Heroji (2008)

### Vidéos
- Ivana & Indira : Zvezdi na scenata (Doppel-DVD, 2005)

### Singles
- Indira Radić & Alen Islamović : Lopov („Dieb“, 2003)
- Indira Radić : Zašto tako naopako
- Indira Radic i Alen Islamović : Imali smo nismo znali (2007)
- Indira Radic : Moj Živote
- Indira Radic : Bio si mi sve
- Indira Radic : Sta će žena sama u kafani
- Indira Radic : Krug
- Indira Radic : Idi iz života moga
- Indira Radic : Kletva

### Collaborations
- DJ Ecstasy feat. Indira & Ivana : Za pedeset godina
- DJ Runner feat. Indira Radić : Noćni Program